# Making the Bed
«Making the Bed» (estilizado en minúsculas) es una canción de la cantautora estadounidense Olivia Rodrigo, incluida en su segundo álbum de estudio, Guts. Rodrigo la compuso junto a su productor, Dan Nigro, y publicó como la sexta pista del disco el 8 de septiembre de 2023, bajo el sello Geffen Records. Es un tema pop que incorpora piano, guitarras, sintetizadores y percusión con influencias del dream pop. Sus letras introspectivas abordan temas como los defectos personales, el descontento con la fama y los sueños recurrentes, la autopercepción y los desafíos emocionales.
La crítica musical se dividió respecto a si es una de las mejores canciones del disco, pero valoró la muestra de responsabilidad personal y madurez en sus letras. A Laura Snapes y Melissa Ruggieri, de The Guardian y USA Today, les pareció una de las pistas más destacadas de Guts. Lucas Martins, de Beats Per Minute, señaló que «era una de las pocas pistas en el álbum donde Rodrigo reflexionaba sobre su vida en la industria musical con un realismo menos común en sus otros trabajos». Chris Willman, de Variety, la consideró un paso hacia una mayor madurez, al centrarse en las consecuencias de sus propias decisiones en lugar de «buscar culpables». Sin embargo, Jules LeFevre, de The Australian, la consideró prescindible, y Mark Richardson, de The Wall Street Journal, comentó que resultaba demasiado «dulce» y sentimental. «Making the Bed» alcanzó el top 20 en Australia, Canadá, Irlanda, Nueva Zelanda y Estados Unidos, además de entrar en las listas de otros países. Rodrigo la interpretó en el Bluebird Café, en el Grammy Museum y durante un concierto Tiny Desk, y la incluyó en el repertorio de su gira de conciertos de 2024, Guts World Tour.

## Antecedentes y lanzamiento
Su álbum debut, Sour, fue lanzado en mayo de 2021, tras lo cual decidió tomarse un descanso de seis meses para dejar de escribir canciones. Durante este tiempo, sintió la presión de «ajustarse a las expectativas de los demás», lo que la llevó a tomar decisiones que consideró cuestionables y a salir con personas que pensó que no debería haber conocido. Publicó su segundo disco a los 19 años y describió esta etapa de su vida como «un período de mucha confusión, errores, incomodidad y el clásico desasosiego adolescente». Nigro produjo todas las canciones de Guts, cuyo desarrollo tomó diez meses. Después de trabajar en temas más ligeros, él y Rodrigo buscaron un enfoque más «serio» para equilibrar el álbum. Escribieron «Making the Bed» en Nueva York, inspirados en la percepción de Rodrigo sobre estar en situaciones o rodeándose de personas que no le brindan felicidad ni tranquilidad, un tema que refleja la temática general del álbum sobre la responsabilidad personal y las relaciones complicadas. Ella reflexionó sobre las dudas que le generaban sus prioridades cambiantes después de alcanzar la fama a los 19 años, enfrentándose a «un equilibrio entre su entusiasmo por las nuevas experiencias y las exigencias abrumadoras de la industria». De las más de cien canciones escritas para el álbum, eligió aquellas con un enfoque más roquero porque generaban una mayor reacción de su público durante las presentaciones en vivo.
Rodrigo anunció el título del disco el 26 de junio de 2023, y su sencillo principal, «Vampire», fue lanzado cuatro días después. El 1 de agosto de 2023, reveló la lista de canciones de Guts, donde «Making the Bed» ocupaba la sexta posición. Estuvo disponible para descarga digital el 8 de septiembre de 2023, junto con el lanzamiento del álbum. Su video lírico incluyó un huevo de Pascua virtual que insinuaba una futura gira en apoyo del álbum antes de que se anunciara oficialmente. Rodrigo interpretó la canción en presentaciones íntimas como el Bluebird Café y el Grammy Museum, así como en un concierto de Tiny Desk ese año. Durante el Guts World Tour de 2024, incluyó a «Making the Bed» en el repertorio, donde la cantó acostada de espaldas sobre una plataforma, acompañada por una instrumentación de órgano y luces púrpuras, mientras el público iluminó el lugar con las luces de sus celulares. Es una de las pocas baladas en un repertorio predominantemente compuesto por canciones de pop rock.

## Composición

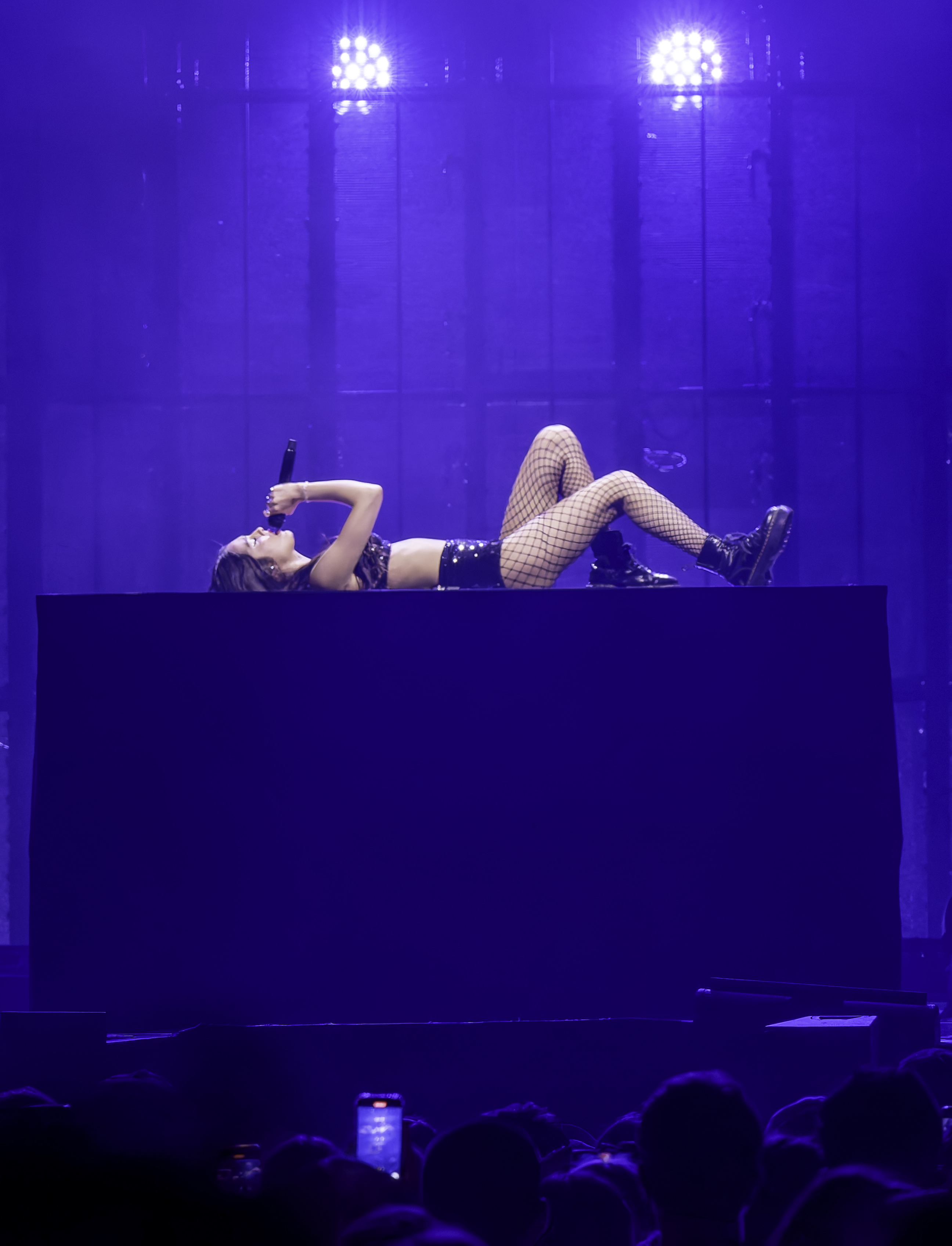
Rodrigo interpretando el tema durante la gira.

«Making the Bed» tiene una duración de tres minutos con dieciocho segundos. Nigro estuvo a cargo de la producción y la ingeniería de sonido junto a Dani Perez y Austen Healey como asistente. Tocó la guitarra, el piano, el bajo, los sintetizadores y programó la batería; Sam Stewart colaboró tocando la guitarra, y Ryan Linvill aportó con el saxofón. Serban Ghenea mezcló la canción en los estudios MixStar en Virginia Beach, Virginia, con la asistencia de Bryce Bordone, mientras que Randy Merrill la masterizó. Las sesiones de grabación se realizaron en los estudios Amusement en Los Ángeles y Electric Lady en Nueva York.
Comienza como una balada pop melancólica y más adelante incorpora sintetizadores y guitarras suaves, evocando un sonido asociado al dream pop. Mikael Wood, de LA Times, la describió como un «elemento brumoso». Según Helen Brown, de The Independent, su melodía recuerda al sencillo «Wuthering Heights» de Kate Bush, mientras que su tono íntimo y pausado es un «guiño» a Taylor Swift. Ruggieri señaló que «la melodía suntuosa escala hasta un estallido de guitarras».
En sus letras, la artista reflexiona sobre sus defectos y su esfuerzo por superar las dificultades, mientras aborda su desilusión con la fama y los sueños recurrentes relacionados con su ansiedad. Desde la perspectiva de una joven adulta enfrentándose a los desafíos de la fama, analiza las complicaciones de crecer y las consecuencias de alcanzar sus objetivos. Expresa sus inseguridades al darse cuenta de que está actuando de manera distinta a lo que corresponde a su edad, señalando: “Pull the sheets over my head” —en español: «Cubro mi cabeza con las sábanas»—, y su sensación de desconexión en Hollywood, al recordar cómo dejó atrás amistades previas, se integró en nuevos círculos sociales y se distanció de quienes la conocían mejor. Ella cree que estos nuevos amigos no son de confianza, sino más bien de «conveniencia». Aunque recibe muestras de afecto, las percibe como superficiales y las compara con la admiración hacia un atractivo turístico. Asimismo, describe un sueño recurrente en el que conduce un automóvil sin frenos. Finalmente, reconoce que, a pesar de alcanzar aquello que deseaba, no se asemeja a lo que había imaginado: “I got the things I wanted / It's just not what I imagined” —«Conseguí las cosas que quería / Pero no son como las imaginaba»—.

## Recepción

### Comentarios de la crítica
Algunos críticos elogiaron su composición lírica y otros fueron menos entusiastas. Snapes la destacó como una de las mejores canciones de Guts. De manera similar, Ruggieri la consideró una de las mejores del disco y señaló que su autenticidad evitaba que sonara «quejumbrosa». Gabriel Saulog, de Billboard Philippines, opinó que tenía la mejor escritura del álbum y era una de las más «serias» de Rodrigo. Punch Liwanag, de Manila Bulletin, la comparó con el estilo compositivo de Swift y la describió como una pieza introspectiva donde la cantante explora sus pensamientos más profundos. En contraste, LeFevre la consideró prescindible y Richardson comentó que resultaba demasiado «dulce» y sentimental. Spencer Kornhaber, de The Atlantic, opinó que era «excesivamente melodramática y genérica» y que su estilo directo podía resultar «exasperante». Las reseñas valoraron positivamente la introspección de la letra. A Larisha Paul, de Rolling Stone, le pareció reflexiva. Martins señaló que «era una de las pocas pistas en Guts donde Rodrigo reflexionaba sobre su vida en la industria musical con un realismo menos común en sus otros trabajos». Willman la consideró un paso hacia una mayor madurez, al centrarse en las consecuencias de sus propias decisiones en lugar de «buscar culpables». Heather Phares, de AllMusic, afirmó que reflejó un crecimiento en su perspectiva y aportó un matiz de autoconsciencia que contrastó con la catarsis de «Drivers License».
Respecto a su producción e interpretación vocal, Lisa Wright, de DIY, señaló que, a diferencia de otras baladas de Guts, esta no lograba transmitir la energía suficiente para integrarse con las canciones más dinámicas del álbum, Mikael Wood, de Los Angeles Times, resaltó la emotividad en su voz, y la describió como «temblorosa por el arrepentimiento», mientras que Poppie Platt, de The Daily Telegraph, sostuvo que no representaba una evolución sonora o temática para la cantante y la consideró un remanente de su álbum debut. Diversos medios destacaron versos específicos. Rob Sheffield clasificó «Making the Bed» en el puesto catorce entre las mejores canciones de Rodrigo y señaló su frase preferida: “I tell someone I love them, just as a distraction/And they tell me that they love me like I’m some tourist attraction” —«Le digo a alguien que lo amo solo como distracción/Y me responde que me ama como si fuera una atracción turística»—. Nylon incluyó “And I'm playing the victim so well in my head/ But it's me who's been making the bed” —«Y estoy interpretando el papel de víctima en mi cabeza/Pero soy yo quien ha tendido la cama»— entre las letras más destacadas de Guts. Deborah Sengupta Stith, del Austin American-Statesman, calificó “I got the things I wanted/It's just not what I imagined” —«Conseguí las cosas que quería/Pero no son como las imaginaba»— como uno de sus mejores versos.

### Desempeño comercial
«Making the Bed» debutó en el puesto 19 del Billboard Hot 100 de Estados Unidos en la lista del 23 de septiembre de 2023. En Canadá, alcanzó el puesto 20 en el Canadian Hot 100 de la misma fecha y recibió la certificación de oro por parte de Music Canada. En el Reino Unido, debutó en el puesto 19 del Official Audio Streaming Chart y en Billboard. La Industria Fonográfica Británica le otorgó la certificación de plata. En Australia, llegó al puesto 18 y recibió un disco de oro de la Australian Recording Industry Association. En Nueva Zelanda debutó en el puesto 13.
A nivel global, alcanzó el puesto 16 en la lista Billboard Global 200. También figuró en las listas nacionales de varios países, ubicándose en el puesto 14 en Irlanda, el 43 en Portugal y el 46 en Grecia. En Brasil, recibió la certificación de oro.

## Créditos y personal
Créditos adaptados de las notas del álbum.
Músicos y producción
- Dan Nigro — producción, composición, ingeniería, guitarra, piano, producción vocal, bajo, sintetizador, programación de batería, coros
- Olivia Rodrigo — voces, coros, composición
- Sam Stewart — guitarra
- Ryan Linvill — saxofón

Técnico
- Dani Perez — ingeniería
- Austen Healey — asistencia de ingeniería de grabación
- Randy Merrill — masterización
- Serban Ghenea — mezcla
- Bryce Bordone — asistencia de mezcla

## Posicionamiento en listas
| Australia      | ARIA                    | 18 |
| Canadá         | Canadian Hot 100        | 20 |
|                | Billboard Global 200    | 16 |
| Grecia         | IFPI Grecia             | 46 |
| Irlanda        | Billboard               | 14 |
| Nueva Zelanda  | Recorded Music NZ       | 13 |
| Portugal       | AFP                     | 43 |
| Reino Unido    | Billboard               | 19 |
| Reino Unido    | Official Charts Company | 19 |
| Estados Unidos | Billboard Hot 100       | 19 |

## Certificaciones
| País        | Organismo certificador | Certificación | Ventas certificadas | Ref.   |
| ----------- | ---------------------- | ------------- | ------------------- | ------ |
| Australia   | ARIA                   | Oro           | 35 000              | [ 52 ] |
| Brasil      | Pro-Música Brasil      | Oro           | 20 000              | [ 58 ] |
| Canadá      | Music Canada           | Oro           | 40 000              | [ 47 ] |
| Reino Unido | BPI                    | Plata         | 200 000             | [ 50 ] |